# عدنان زد. أمين
عدنان زد. أمين (بالإنجليزية: Adnan Z. Amin)‏ هو دبلوماسي كيني، ولد في 1957 في كينيا.